# Hans (nome)
Hans  è un nome proprio di persona tedesco, olandese e scandinavo maschile.

## Varianti
- Maschili: Hännes, Hänneschen, Hanns, Hansal, Hänsel, Hansele, Hanselmann, Hanserl, Hansje, Henner, Hennes, Henning, Honsa
- Femminili: Hansel, Hansi.

## Origine e diffusione
Mentre in origine era un diminutivo di Johannes (variante di Giovanni), ora è sovente usato come nome a sé stante. Diffuso soprattutto nell'Europa settentrionale e in alcune parti di quella centrale (Danimarca, Germania, Islanda, Norvegia, Paesi Bassi e Svezia).

## Persone

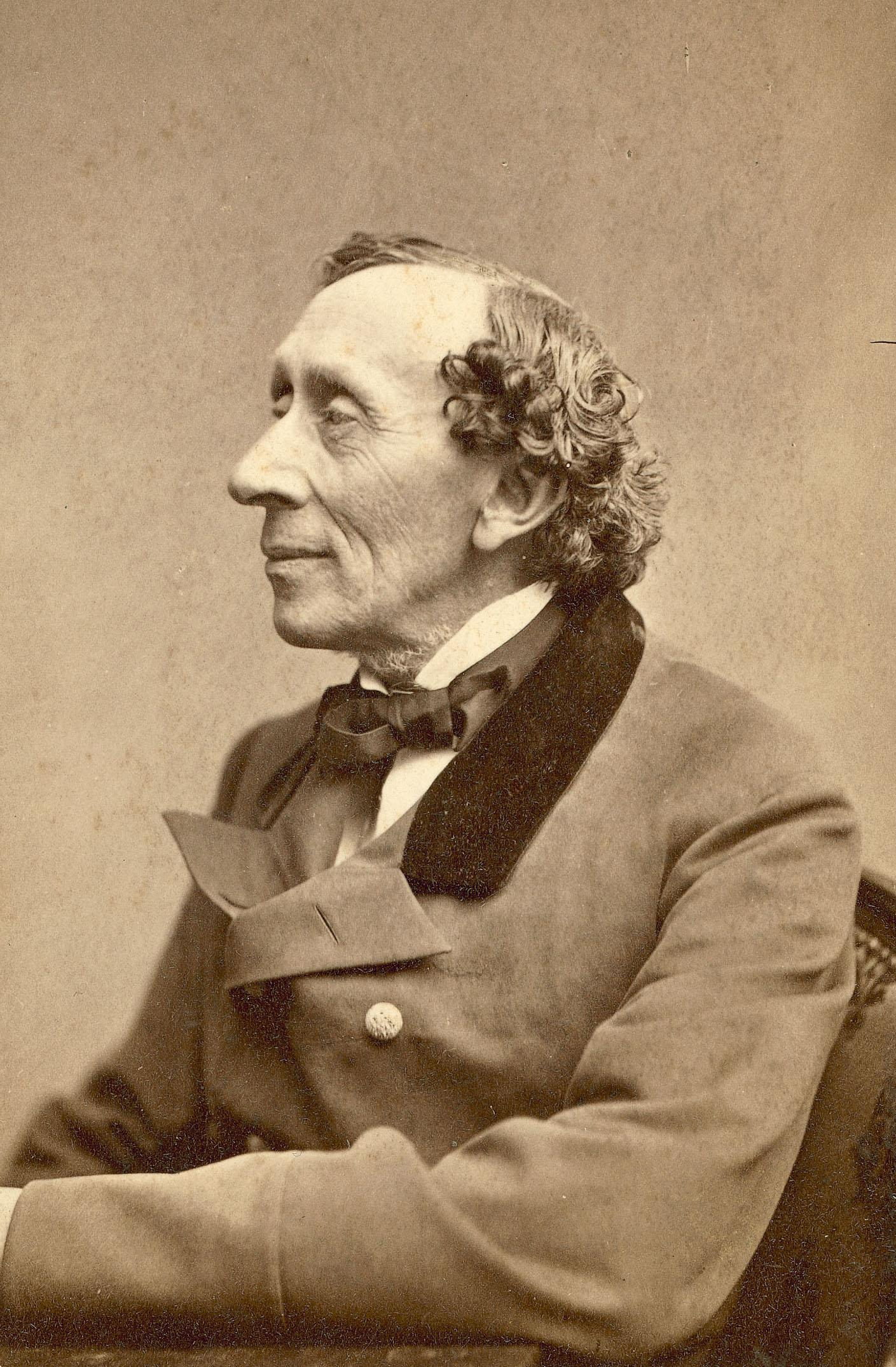
Hans Christian Andersen

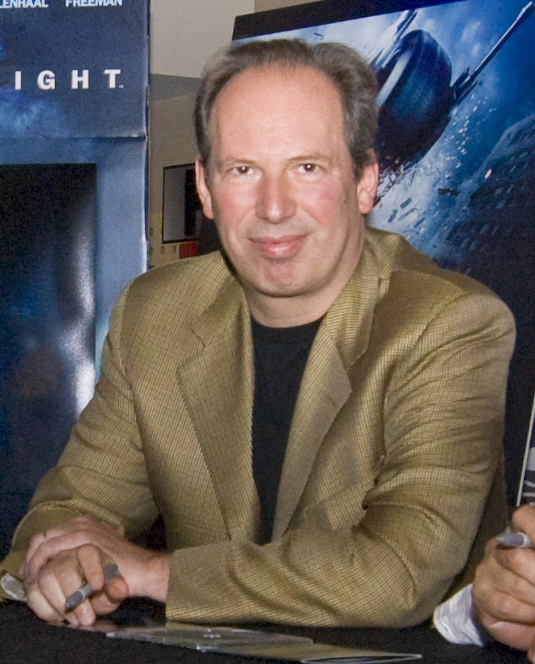
Hans Zimmer

- Hans Albers, attore e cantante tedesco
- Hans Christian Andersen, scrittore e poeta danese
- Hans Asperger, pediatra austriaco
- Hans Bethe, fisico e astronomo tedesco naturalizzato statunitense
- Hans Burgkmair, pittore tedesco
- Hans Wilhelm Geiger, fisico tedesco
- Hans Holbein il Giovane, pittore e incisore tedesco
- Hans Jonas, filosofo tedesco naturalizzato statunitense
- Hans Kammerlander, alpinista ed esploratore italiano
- Hans Kelsen, giurista e filosofo austriaco
- Hans Knappertsbusch, direttore d'orchestra tedesco
- Hans Adolf Krebs, medico e biochimico tedesco
- Hans Küng, teologo, sacerdote e scrittore svizzero
- Hans-Joachim Marseille, aviatore tedesco
- Hans Christian Ørsted, fisico e chimico danese
- Hans Sachs, poeta e drammaturgo tedesco
- Hans Stuck, pilota automobilistico tedesco
- Hans Zimmer, musicista e compositore tedesco

## Il nome nelle arti
- Hans Castorp è il personaggio protagonista del romanzo di Thomas Mann La montagna incantata.
- Hans Gruber è un personaggio del film del 1988  Trappola di cristallo, diretto da John McTiernan.
- Hans Landa è l'antagonista principale del film del 2009 Bastardi senza gloria, diretto da Quentin Tarantino.
- Hans Milius è un personaggio della serie a fumetti Dampyr.
- Hans Pfaall è un personaggio del racconto di Edgar Allan Poe L'incomparabile avventura di un certo Hans Pfaall.
- Hans Trapp è un personaggio del folclore natalizio dell'Alsazia.
- Hans Uomo Talpa è un personaggio della serie animata I Simpson.
- Hanswurst o Hans wurst (in italiano "Gian Salsiccia") è un personaggio comico del teatro popolare tedesco, protagonista di molte farse carnevalesche del XVI secolo.
- Hans è il principale antagonista del film d'animazione Frozen - Il regno di ghiaccio.
- Arrivederci, Hans! è una canzone di Rita Pavone del 1968.
- Hänsel è un personaggio della nota fiaba Hänsel e Gretel, e delle opere da essa derivate.
- Hans Günsche è il vero nome del  Capitano, uno dei personaggi di Hellsing.
- Hansel è un personaggio della serie web Babbala e il ragazzo idiota.